# Colchester United F.C.
Colchester United er en engelsk fodboldklub fra Colchester, der spiller i League Two. Klubben blev grundlagt i 1937, men blev først optaget i ligasystemet i 1950. I 2006 rykkede klubben op i den næstbedste række (The Championship) for første gang i klubbens historie. Efter to sæsoner i næstbedste række måtte klubben dog retur til tredjebedste række. Colchester United er aldrig nået længere end kvartfinalen i FA Cuppen.

## Spillere
Oversigten er opdateret til og med 26. juni 2019.
| Nr. | Land       | Position | Spiller                |
| --- | ---------- | -------- | ---------------------- |
| 1   | England    | MM       | Dillon Barnes          |
| 2   | England    | FO       | Ryan Jackson           |
| 4   | England    | MI       | Tom Lapslie            |
| 5   | England    | FO       | Luke Prosser (anfører) |
| 7   | England    | AN       | Courtney Senior        |
| 8   | England    | MI       | Harry Pell             |
| 9   | England    | AN       | Luke Norris            |
| 14  | Montserrat | MI       | Brandon Comley         |
| 16  | England    | MI       | Diaz Wright            |
| 17  | England    | FO       | Cameron James          |
| 18  | England    | FO       | Tom Eastman            |
| 22  | England    | FO       | Kane Vincent-Young     |

| Nr. | Land    | Position | Spiller           |
| --- | ------- | -------- | ----------------- |
| 24  | England | MI       | Ben Stevenson     |
| 29  | England | MM       | Ethan Ross        |
| 35  | England | FO       | Ollie Kensdale    |
| 44  | England | MI       | Ryan Clampin      |
| 45  | England | AN       | Frank Nouble      |
|     | England | FO       | Danny Collinge    |
|     | England | MI       | Sammie McLeod     |
|     | England | MI       | Kwame Poku        |
|     | Malta   | MI       | Luke Gambin       |
|     | England | MI       | Michael Fernandes |
|     | England | FO       | Omar Sowunmi      |